# Jelševnik
Jelševnik – wieś w Słowenii, w gminie Črnomelj. W 2018 roku liczyła 123 mieszkańców.